# Halichoeres prosopeion
El verde-verde (Halichoeres prosopeion) es una especie de peces de la familia Labridae en el orden de los Perciformes.

## Morfología
Los machos pueden llegar alcanzar los 13 cm de longitud total.

## Distribución geográfica
Se encuentra por toda la costa oeste del océano Pacífico, llegando hacia el este hasta Samoa y Tonga.